# Design de interiores

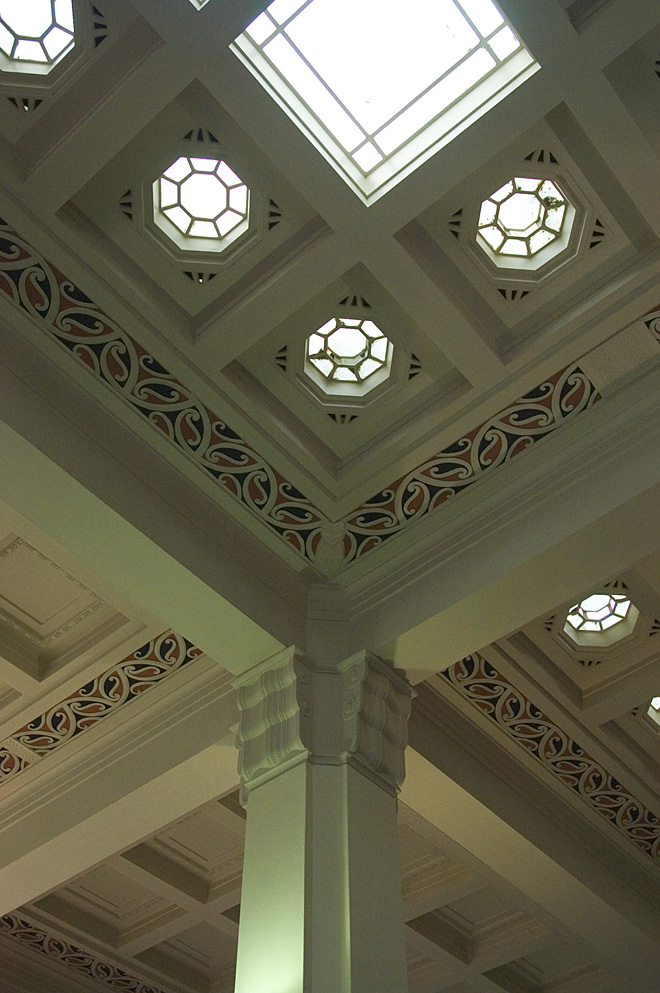
Exemplo de design de interior, um pilar e seu ornamentado detalhamento

O design de interiores é uma técnica cenográfica e visual para a composição e decoração de ambientes internos (cômodos de casas, escritórios, palácios, etc.). Consiste na arte de planejar e organizar espaços, escolhendo e/ou combinando os diversos elementos de um ambiente, estabelecendo relações estéticas e funcionais, em relação ao que se pretende produzir. O profissional harmoniza, em um determinado espaço, móveis, objetos e acessórios, como cortinas e tapetes, procurando conciliar conforto, praticidade e beleza. Planeja cores, materiais, acabamentos e iluminação, utilizando tudo de acordo com o ambiente e adequando o projeto às necessidades, ao gosto e à disponibilidade financeira, do cliente. Administra o projeto de decoração, estabelece cronogramas, fixa prazos, define orçamentos e coordena o trabalho de marceneiros, pintores e eletricistas. Pode projetar salas comerciais, residências ou espaços em locais públicos. Esse profissional costuma trabalhar como autônomo, mas pode atuar também como funcionário de empresas especializadas em decoração e design de interiores ou, ainda, como consultor em lojas de móveis.

## Formação acadêmica

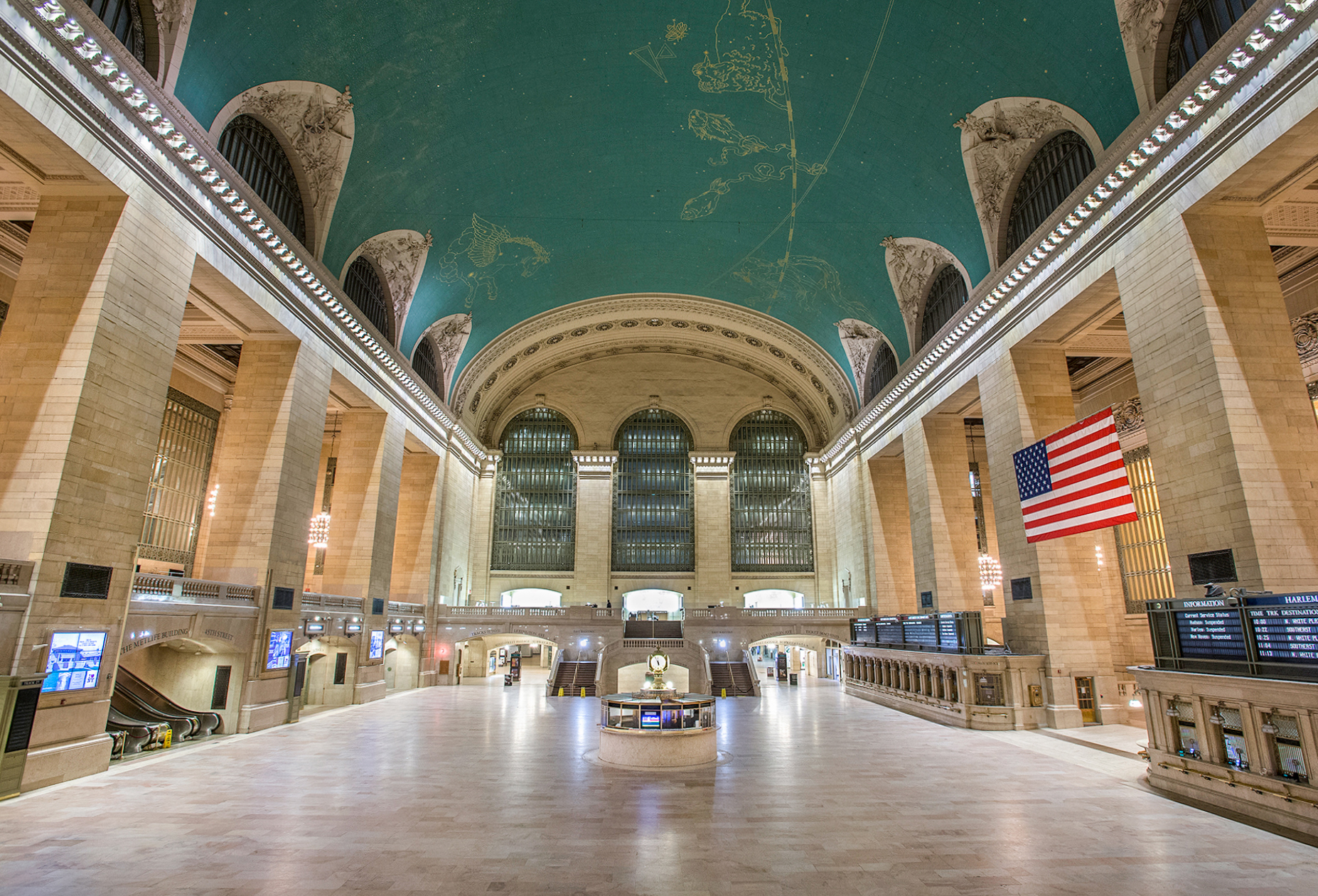
Estação Grand Central em Nova Iorque.

A graduação em Bacharel de Design de Interiores ou Composição de Interiores tem duração média de 8 períodos. A graduação Tecnológica de Design de interiores tem duração entre 4 e 6 períodos. O profissional por sua vez pode seguir nos estudos fazendo cursos de pós-graduação latu senso (especialização), MBA (especialização) e strictu senso (mestrado).

## Mercado de trabalho
O salário inicial de um profissional, com nível superior, é de R$ 2 250,00, mas ele pode variar de acordo com a região do país. Um reconhecido profissional, em grandes cidades, poderá ter uma renda maior.

## Estilos

### Art Deco
O estilo Art Déco teve origem na Europa no início do século XX, com o desaparecimento da Art Nouveau. O termo "Art Déco" foi retirado da Exposition Internationale des Arts Decoratifs et Industriels Modernes, uma exposição mundial realizada em Paris em 1925. A Art Déco rejeitou muitas das influências clássicas tradicionais em favor de formas geométricas mais simples e cores metálicas. O estilo Art Déco influenciou todas as áreas do design, especialmente o design de interiores, uma vez que foi o primeiro estilo de design de interiores que trouxe novas tecnologias e materiais para a vanguarda da indústria. O estilo Art Déco baseia-se principalmente em formas geométricas, linhas simples e aerodinâmicas. O estilo oferecia uma visão dura e fria da vida mecanizada, em total contradição com tudo o que tinha acontecido antes.

### Rústico
O estilo rústico é um estilo de decoração de casa que se encontra em casas de madeira e estruturas de madeira que utilizam madeira arquitetónica. A madeira e a pedra são os principais materiais para criar um design de interiores rústico. Uma caraterística distintiva do estilo - as vigas, que nas casas modernas funcionam não tanto como uma parte funcional da estrutura, mas como um elemento decorativo. O rústico gravita em torno do aspeto natural dos materiais: a madeira deve ser minimamente processada: vigas ou tábuas em bruto com rugosidade, nós e fendas. As arestas irregulares e ásperas da pedra e a alvenaria irregular, que podem perturbar qualquer outro interior, para o estilo rústico encaixam na perfeição. Rústico moderno ou rústico chique é um estilo de design de interiores que utiliza mobiliário ou mobiliário do período histórico num design geral mais moderno da divisão. 
O conceito de design de interiores rústico-moderno tem atraído cada vez mais atenção no século XXI, especialmente no estado da Califórnia. Esta encarnação do design incorpora elementos de design conhecidos como "kitsch", que representam tendências do século XX, como quadros de giz ou cabides, juntamente com conveniências modernas, como iluminação energeticamente eficiente e outros elementos de design contemporâneo.

### Arte contemporânea
O design moderno nasceu das artes e ofícios, principalmente da Art Déco, no início do século XX. Um dos primeiros a introduzir este estilo modernista foi Frank Lloyd Wright, que não se tornou extremamente popular até ter concluído uma casa chamada Fallingwater na década de 1930. A arte moderna atingiu o seu auge nos anos 50 e 60, pelo que os designers e decoradores actuais podem referir-se ao design moderno como "moderno de meados do século". A arte moderna não se refere a uma era ou época do design e não é o mesmo que design contemporâneo, um termo utilizado pelos designers de interiores para designar um grupo de estilos e tendências recentes.